# Чемпионат России по хоккею на траве среди мужчин 2004
Чемпионат России по хоккею на траве среди мужчин суперлиги 2004 (13-й Чемпионат России по хоккею на траве среди мужских команд суперлиги) является 13-м сезоном Суперлиги Федерации хоккея на траве России. В чемпионате было сыграно 90 игр, забито 551 мячей. Чемпионами стала команда Динамо (Казань).

## Участники
- Динамо (Казань)
- Динамо (Московская обл.)
- Строитель (Брест, Республика Беларусь)
- Динамо-Строитель (Екатеринбург)
- Строитель (Москва)
- Магнитострой (Магнитогорск)

## Итоговая таблица чемпионата
(взято из)
| Место | Команда                                | Игр всего | Выиграно | Ничьи | Проиграно | Мячи     | Очки |
| ----- | -------------------------------------- | --------- | -------- | ----- | --------- | -------- | ---- |
|       | Динамо (Казань)                        | 30        | 28       | 1     | 1         | 124 - 32 | 85   |
|       | Динамо (Московская обл.)               | 30        | 20       | 4     | 6         | 131 - 71 | 64   |
|       | Строитель (Брест, Республика Беларусь) | 30        | 17       | 3     | 10        | 112 - 74 | 54   |
| 4     | Динамо-Строитель (Екатеринбург)        | 30        | 12       | 5     | 13        | 89 - 84  | 41   |
| 5     | Строитель (Москва)                     | 30        | 4        | 3     | 23        | 62 - 121 | 15   |
| 6     | Магнитострой (Магнитогорск)            | 30        | 0        | 2     | 28        | 33 - 169 | 2    |